# Kąty (Kryspinów)
Kąty – przysiółek wsi Kryspinów w Polsce, położony w województwie małopolskim, w powiecie krakowskim, w gminie Liszki.
W latach 1975–1998 przysiółek administracyjnie należał do województwa krakowskiego.